# Gabriel Wagner (Politiker)
Gabriel Wagner (* 29. Juni 1940 in Steinberg) ist ein ehemaliger österreichischer Politiker (ÖVP, danach FPÖ). Wagner war von 1977 bis 1997 Abgeordneter zum Burgenländischen Landtag. 
Wagner wurde als Sohn des Gewerbetreibenden Gabriel Wagner geboren und absolvierte die Pflichtschule in Steinberg. Danach wechselte er an die Fachschule und Höhere Bundeslehranstalt für Textilchemie in Wien, an der er 1961 die Matura ablegte. Daraufhin arbeitete Wagner in der Industrie und im Gewerbe und trat am 1. Oktober 1967 als Angestellter in den Dienst der Kammer der gewerblichen Wirtschaft für das Burgenland ein. Daneben wurde Wagner ab 1968 als ÖVP-Bezirkssekretär der Bezirksstelle Oberpullendorf aktiv, nachdem er bereits 1964 Bezirksobmann der Jungen Volkspartei gewesen war. Zudem wurde er 1966 Bezirksreferent des Wirtschaftsbundes und war zwischen 1974 und 1990 ÖVP-Bezirksparteiobmann. Wagner wurde am 27. Oktober 1977 als Landtagsabgeordneter angelobt, wobei er mit dem 27. November 1990 zur FPÖ übertrat und dort im Juli 1991 das Amt des Klubobmanns übernahm. Nach dem Ausscheiden von Wolfgang Rauter aus der Burgenländischen Landesregierung wechselte Wagner am 5. November 1997 vom Landtag in die Landesregierung Stix II, der er bis zum 28. Dezember 2000 angehörte. Auf Grund der Wahlniederlage bei der Landtagswahl im Burgenland 2000 verlor die FPÖ ihren Anspruch auf einen Landesrat. Wagner trat 2007 aus der FPÖ aus, wobei er zuvor noch als Obmann des burgenländischen Rings Freiheitlicher Wirtschaftstreibender aktiv gewesen war. Als Grund für seinen Austritt wird ein Sonderparteitag der FPÖ-Burgenland angenommen, bei dem im März 2007 der umstrittene FPÖ-Parteichef Johann Tschürtz im Amt bestätigt wurde. Über 30 Ortsgruppen traten daraufhin aus der FPÖ aus.